# مبرهنة ستوكس
مبرهنة ستوكس، معروفة أيضًا باسم مبرهنة كلفن-ستوكس، تيمنًا بعالِمَي الرياضيات لورد كلفن وجورج ستوكس، أو المبرهنة الأساسية للدوران أو ببساطة مبرهنة الدوران، هي مبرهنة في حساب المتجهات على {\displaystyle \mathbb {R} ^{3}}. بالنظر إلى حقل متجهي، تربط المبرهنة تكامل دوران الحقل المتجهي على بعض السطح، بالتكامل الخطي للحقل المتجهي حول حدود السطح.
إذا كان الحقل المتجهي {\displaystyle \mathbf {A} =(P(x,y,z),Q(x,y,z),R(x,y,z))} معرفة في منطقة ذات سطح أملس موجه {\displaystyle \Sigma } وله مشتقات جزئية مستمرة من المرتبة الأولى، فإن:
{\displaystyle {\begin{aligned}\iint \limits _{\Sigma }(\nabla \times \mathbf {A} )\cdot d\mathbf {a} &=\iint \limits _{\Sigma }{\Bigg (}\left({\frac {\partial R}{\partial y}}-{\frac {\partial Q}{\partial z}}\right)\,dy\,dz+\left({\frac {\partial P}{\partial z}}-{\frac {\partial R}{\partial x}}\right)\,dz\,dx+\left({\frac {\partial Q}{\partial x}}-{\frac {\partial P}{\partial y}}\right)\,dx\,dy{\Bigg )}\\&=\oint \limits _{\partial \Sigma }{\Big (}P\,dx+Q\,dy+R\,dz{\Big )}=\oint \limits _{\partial \Sigma }\mathbf {A} \cdot d\mathbf {l} ,\end{aligned}}}
حيث {\displaystyle \partial \Sigma } هي حدود المنطقة ذات سطح أملس {\displaystyle \Sigma }.
يمكن ذكر مبرهنة ستوكس الكلاسيكية المذكورة أعلاه في جملة واحدة: التكامل الخطي لحقل متجه على عُرْوة (Loop) يساوي تدفق دورانه عبر السطح المغلق.
مبرهنة ستوكس هي حالة خاصة لمبرهنة ستوكس المعممة. على وجه الخصوص، يمكن اعتبار حقل المتجه على {\displaystyle \mathbb {R} ^{3}} أحادي الصورة وفي هذه الحالة يكون دورانه هو مشتقه الخارجي، ثنائي الصورة.

## هوامش
1. ↑  بالإنجليزية: Stokes' theorem
2. ↑  بالإنجليزية: Fundamental theorem for curls
3. ↑  بالإنجليزية: Curl theorem